# 네팔의 행정 구역
네팔의 행정 구역은 7개의 주와 이들 주에 77개의 현으로 나뉜다. 2015년까지는 5개 개발 지구(동부 개발 지구, 중부 개발 지구, 서부 개발 지구, 중서부 개발 지구, 극서부 개발 지구)에 속해 있는 14개 구(네팔어: अञ्चल, añcal, 영어: zone)로 구성되어 있으며 이들 구는 다시 75개 현(네팔어: जिल्ला, jillā, 영어: district)으로 나뉘어 있었다.